# 예술법
예술법이란 예술분야를 다루는 법을 말한다. 엔터테인먼트법, 패션법, 미술법 등을 포괄한다.

## 내용
미술관 박물관 제휴 또는 설립, 미술품의 거래 및 전시에 필요한 법률, 디자인의 저작권과 상표권, 지적재산권, 경매에 관련 법적분쟁등을 다룬다.

## 참고 문헌
- 송호영, 文化藝術法序說 문화예술법제의 범주, 연구현황 및 연구방향[깨진 링크(과거 내용 찾기)]
- 고가 미술품 거래에 필요한 건 돈, 그리고 법! LUXURY 2011년 11월호
- 한국문화재 반환 힘써요” 미국 형제 변호사 ‘남다른 한국사랑’ 화제 미주한국일보 2012-02-24
- 미술법 이야기 김형진 변호사 법은 미술을 즐기는 또 하나의 창입니다 럭셔리 (2011년 11월호)[깨진 링크(과거 내용 찾기)]
- 김형진, 김형진의 미술법 이야기, 메이문화, 2012년  ISBN 9788996451563
- 김형진, 미술법- 알타미라 벽화에서 데미안 허스트까지, MAY(메이문화산업연구원) 2011 ISBN 9788996451532
- 박홍규, 예술, 법을 만나다, 이다미디어. ISBN 9788988350980
- 캐슬린 김, 예술법,  학고재 2013. ISBN 9788956252308

## 같이 보기
- 문화예술진흥법